# Bernardo de Irigoyen (Misiones)

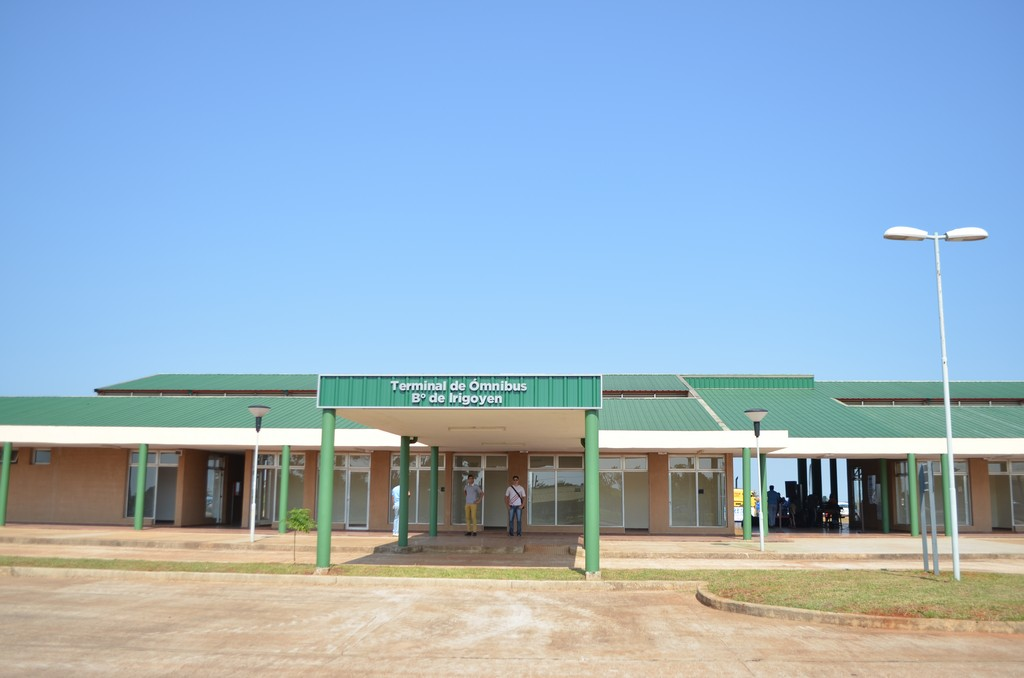
La terminal de ómnibus de Bernardo de Irigoyen.

Bernardo de Irigoyen (antiguamente llamada Barracón) es la ciudad cabecera del Departamento General Manuel Belgrano en la Provincia de Misiones. Es un municipio de primera categoría. Fue fundado el 11 de julio de 1921.

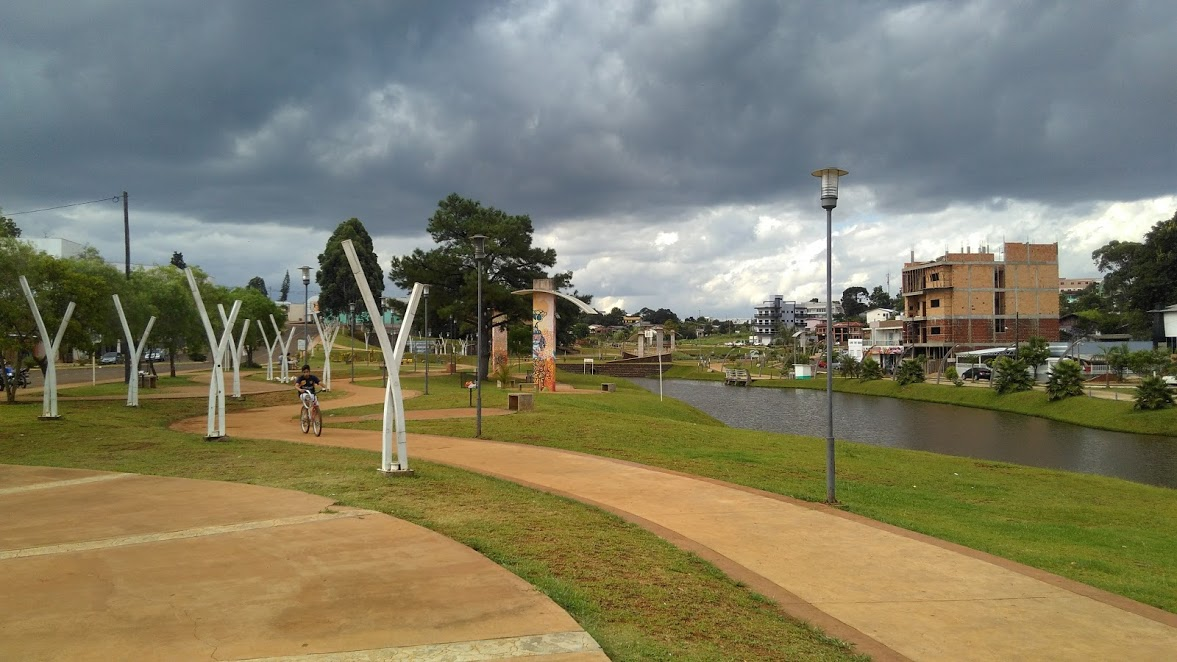
Parque Turístico Ambiental de Integración visto desde Bernardo de Irigoyen, y que se extiende sobre la vecina ciudad de Dionisio Cerqueira en Brasil.

## Localización
La ciudad se encuentra en el punto más oriental de la Argentina continental, en la conocida «Frontera Seca» con las ciudades brasileñas de Dionísio Cerqueira (Estado de Santa Catarina) y Barracão (Estado de Paraná), siendo por ello un importante punto de ingreso y egreso de personas al país.
Posee Aduana habilitada en todas las categorías.
- Tránsito Vecinal fronterizo
- Transporte de carga internacional
- Transporte de pasajeros

Posee Migraciones. Funciones delegadas por la Dirección Nacional de Migraciones, a cargo de la Sección "Puente Internacional Bernardo de Irigoyen" de Gendarmería Nacional Argentina y posee todas las categorías migratorias habilitadas.
Se encuentra sobre el cerro Barracón a una altura de 835 m s. n. m., y muy cerca del cerro Rincón de 843 m s. n. m., siendo este el punto más alto de toda la mesopotamia, así como también la mayor altura de todo el este argentino, encontrándose cerros de mayor altitud que este recién en el Sistema de Ventania, hallada en el interior de la Provincia de Buenos Aires.
Dentro del municipio se encuentra también el núcleo urbano de Dos Hermanas.
El total de precipitaciones por año es de 2012 mm.[cita requerida] Se llega a ella a través de la Ruta Nacional 14, que conecta a la Mesopotamia con otras regiones del país.
El núcleo urbano de Campiñas de América se encuentra a 5 km al sureste del centro de la ciudad de Bernardo de Irigoyen, siendo un referente en toda la región porque allí se celebra el campeonato regional de fútbol colonial.

## Historia
Según registros las primeras exploraciones a la actual localidad datarían de 1868, por encargo del emperador de Brasil Don Pedro II, que envió un grupo de hombres, para crear una picadas en la selva que rumbeara hacia el río Paraná siguiendo el Iguazú, para que el ejército brasileño pudiera tener otro paso a Paraguay por la guerra de la Triple Alianza (1865-1870).
Por el paso de estos exploradores brasileños se pudo conocer que la existencia de grandes yerbales silvestre, cuya explotación  provocaría su poblamiento y pronta extracción por estos. Recién a fines del Siglo XIX y principios del Siglo XX, varias compañías Argentinas se encontrarían con estos inmensos yerbales. Los cuales atravesaban los actuales municipios de San Pedro y San Antonio, cruzando por la actual localidad de Bernardo de Irigoyen.
Estos yerbales motivaron la visita del naturalista alemán, Carlos Burmeister, que quería estudiar los recursos de la zona. Por esos años se conocía a este lugar como  Barracón, debido a la radicación de tolderías llamadas barracas. Aunque también se dice que sobre la boca del Pepirí habían construido cerca de sus cabeceras un Barracón (1886). 
Con la creación del Territorio Nacional de Misiones en 1881 y luego la recuperación de las tierras públicas inicia el proceso de colonización de Misiones. Surgiendo las Colonias Oficiales, organizadas por el estado, una de ellas creada sobre un asentamiento ya existentes, como lo fue Barracón, fundado el 11 de julio de 1921, por decreto 1.612 del Poder Ejecutivo, en el lugar denominado Aparicio Cué.
A esta región llegaron muchos aventureros y científicos como el botánico Carlos Spegazzini (1907). Estos luego se convertirán en colonos o comerciantes, quienes levantaron casas de madera, convirtiéndose en las primeras moradas de un pequeño poblado, que aglutino a nuevos aventureros y nativos. Entre las personas más importantes que llegaron serán docentes y agentes de seguridad. Para 1898 se habilitó un Juzgado de Paz (registrado por decreto nacional en 1906). Un Registro Civil (1906)  y para 1907 llega un destacamento policial a cargo del Sargento Bautista Genes.  
La formación de la colonia fiscal resultó de un remate entre arroyo Inocentes (límite N.E. de la propiedad de José Cámpora título expedido por corrientes en 1881) y la línea Barilari. Mientras que al N.O. se tuvieron que trazar una demarcación nueva que divida las tierras de San Pedro de las de Barracón en 1891 y luego del laudo Cleveland, al oriente el límite pasó a ser el Pepirí Guazú. Que será límite internacional con Brasil, y las localidades brasileñas de Dionisio Cerqueira (Estado de Santa Catarina), y Barracao (Estado de Paraná).
La colonia fue creada en la frontera con la República del Brasil. Donde ya existía una población asentada formada por brasileños, correntinos y de otras latitudes que llegaron al lugar en un primer momento para la extracción de yerba mate silvestre, que transportaban por una picada (pasando por campañas de Américo) a lomo de mula o caballo a puerto Piray. Aunque según datos, el lugar más poblado era colonia Internacional (la inter) ubicada a pocos km de Barracón.
El Gobernador del Territorio de Misiones Dr. Carlos Acuña visito el pueblo en 1931, para comunicar el inicio de la construcción de la ruta Nacional 14 desde Oberá. Este mismo año decide  firmado el decreto de creación de la primera comisión de fomento de Barracón, el día  30 de septiembre de 1931. Designando a los vecinos José Junis, Juan Vacki, Manuel Silva Dico, Juan Russo y José C. Ortiz, como sus primeros integrantes.
Esta Comisión de Fomento decide cambiar el nombre del pueblo por otro más representativo y que lo diferenciara de la localidad brasileña que tenía el mismo nombre. De esta manera el gobernador llevaría la petición al presidente Agustín P. Justo, que decreto del día 18 de enero de 1934 le otorga su nueva denominación: Bernardo de Irigoyen. Ese mismo año, el 12 de septiembre se forma el pueblo actual; según consta el expediente 105.278/36. Comenzando su mensura el 4 de septiembre de 1936, donde se dispuso la subdivisión del pueblo. 
La economía de la región se sustentaba de la explotación de yerba mate silvestre, cuya actividad fue desapareciendo con la carencia del producto; aunque también se extraía palmitos. Luego fue sustituida por la explotación forestal de Araucarias y luego de otras maderas nobles, que dieron lugar a la instalación de varios aserraderos y laminadoras.
Esta industria maderil continuó entre las décadas del 1940 y 1960. Al mismo tiempo se daría el contrabando de distintas mercaderías y alimentos hacia Brasil, esto aprovechando la condición de la frontera seca y su poca vigilancia. Pero con el incremento del personal de Gendarmería Nacional esta actividad se limitó al mínimo y por vías legales. Este comercio fronterizo creció de manera desmedida desde fines de los ´60 hasta el año 1972, cuando el valor cambiario dejó de ser favorable al país vecino, reduciéndose el número de intercambios, pero sin dejar de existir el comercio internacional.  
En diciembre de 1953 Misiones recupera el carácter de provincia Y  Bernardo de Irigoyen pasa a formar parte de los nuevo municipio de la provincia, comienzara a elegir sus autoridades y va la llegada instituciones como el Banco Provincia de Misiones a fines de los ´70. Además se llevó adelante la construcción de un aeródromo que funciono hasta 1982. Pero el hecho más importante fue la llegada del asfalto que ayudaron a sacar del aislamiento con otros municipios de la provincia. Y  a su vez ayudo a que los productos pudieran llegar y salir con mayor facilidad al pueblo o desde la frontera. 
Desde sus orígenes, como municipio, pasaron muchos vecinos como intendentes de la localidad, entre ellos podemos nombrar a Manuel Silva Dico, Argentino Silva Dico, Raúl Silva Dico, Manuel Vicente, Hortencio Cremonini, Idelino Sosa, René Echenique, Alberto Santa Clara, Alcibiades Echenique, Wilmer Fernández, Rubén Costantino Kiskis, Edgardo Zar, Carlos Almeida, Edgardo Nemesio Aquino, Jorge Oscar Gadulla, Jorge Segundo Feldman, Guillermo Fernández, este último es el primer intendente nacido en Bernardo de Irigoyen. 
La transformación de la localidad se debe a la llegada de instituciones como la gendarmería nacional, el ejército argentino  Compañía de Cazadores de Monte 18 (17 de diciembre de 1996) y la Estaciones Meteorológica (AERO). Además de servicios públicos, escuelas, comercios y sobre todo el comercio internacional con el Brasil. Sin olvidarnos del trabajo agrícola para el consumo o la comercialización. 
Actualmente existe otra urbanización cercana conocida como Dos Hermanas, un asentamiento en tierras fiscales mensurado en 1987 (aunque el poblamiento ya existía a fines del siglo XIX), se encuentra cercana a la Ruta Provincial N.º 17, cuya población fue aumentando en los últimos años.

## Clima
| Parámetros climáticos promedio de Bernardo de Irigoyen Aero (1991-2020 | Parámetros climáticos promedio de Bernardo de Irigoyen Aero (1991-2020 | Parámetros climáticos promedio de Bernardo de Irigoyen Aero (1991-2020 | Parámetros climáticos promedio de Bernardo de Irigoyen Aero (1991-2020 | Parámetros climáticos promedio de Bernardo de Irigoyen Aero (1991-2020 | Parámetros climáticos promedio de Bernardo de Irigoyen Aero (1991-2020 | Parámetros climáticos promedio de Bernardo de Irigoyen Aero (1991-2020 | Parámetros climáticos promedio de Bernardo de Irigoyen Aero (1991-2020 | Parámetros climáticos promedio de Bernardo de Irigoyen Aero (1991-2020 | Parámetros climáticos promedio de Bernardo de Irigoyen Aero (1991-2020 | Parámetros climáticos promedio de Bernardo de Irigoyen Aero (1991-2020 | Parámetros climáticos promedio de Bernardo de Irigoyen Aero (1991-2020 | Parámetros climáticos promedio de Bernardo de Irigoyen Aero (1991-2020 | Parámetros climáticos promedio de Bernardo de Irigoyen Aero (1991-2020 |
| Mes                                                                    | Ene.                                                                   | Feb.                                                                   | Mar.                                                                   | Abr.                                                                   | May.                                                                   | Jun.                                                                   | Jul.                                                                   | Ago.                                                                   | Sep.                                                                   | Oct.                                                                   | Nov.                                                                   | Dic.                                                                   | Anual                                                                  |
| ---------------------------------------------------------------------- | ---------------------------------------------------------------------- | ---------------------------------------------------------------------- | ---------------------------------------------------------------------- | ---------------------------------------------------------------------- | ---------------------------------------------------------------------- | ---------------------------------------------------------------------- | ---------------------------------------------------------------------- | ---------------------------------------------------------------------- | ---------------------------------------------------------------------- | ---------------------------------------------------------------------- | ---------------------------------------------------------------------- | ---------------------------------------------------------------------- | ---------------------------------------------------------------------- |
| Temp. máx. abs. (°C)                                                   | 34.2                                                                   | 34.3                                                                   | 35.7                                                                   | 31.2                                                                   | 29.1                                                                   | 26.0                                                                   | 27.3                                                                   | 31.8                                                                   | 35.3                                                                   | 35.2                                                                   | 33.7                                                                   | 34.5                                                                   | 35.7                                                                   |
| Temp. máx. media (°C)                                                  | 28.1                                                                   | 27.6                                                                   | 26.9                                                                   | 24.4                                                                   | 20.6                                                                   | 19.3                                                                   | 19.6                                                                   | 22.1                                                                   | 23.3                                                                   | 25.0                                                                   | 26.3                                                                   | 27.5                                                                   | 24.2                                                                   |
| Temp. media (°C)                                                       | 23.5                                                                   | 23.2                                                                   | 22.4                                                                   | 20.1                                                                   | 16.7                                                                   | 15.6                                                                   | 15.4                                                                   | 17.4                                                                   | 18.5                                                                   | 20.3                                                                   | 21.4                                                                   | 22.9                                                                   | 19.8                                                                   |
| Temp. mín. media (°C)                                                  | 19.0                                                                   | 18.8                                                                   | 17.9                                                                   | 15.9                                                                   | 12.9                                                                   | 11.9                                                                   | 11.2                                                                   | 12.8                                                                   | 13.8                                                                   | 15.6                                                                   | 16.5                                                                   | 18.3                                                                   | 15.4                                                                   |
| Temp. mín. abs. (°C)                                                   | 9.8                                                                    | 9.5                                                                    | 5.9                                                                    | 1.7                                                                    | 0.0                                                                    | -1.7                                                                   | -3.7                                                                   | -3.1                                                                   | -0.5                                                                   | 2.5                                                                    | 5.1                                                                    | 7.7                                                                    | -3.7                                                                   |
| Precipitación total (mm)                                               | 207.1                                                                  | 189.1                                                                  | 181.0                                                                  | 173.9                                                                  | 196.1                                                                  | 185.5                                                                  | 135.2                                                                  | 106.4                                                                  | 198.1                                                                  | 277.9                                                                  | 194.8                                                                  | 204.5                                                                  | 2249.7                                                                 |
| Días de precipitaciones (≥ 0.1 mm)                                     | 13.5                                                                   | 12.8                                                                   | 11.8                                                                   | 9.0                                                                    | 10.2                                                                   | 10.3                                                                   | 9.2                                                                    | 7.9                                                                    | 10.3                                                                   | 13.1                                                                   | 10.2                                                                   | 12.8                                                                   | 131.1                                                                  |
| Humedad relativa (%)                                                   | 77.6                                                                   | 78.6                                                                   | 77.9                                                                   | 77.7                                                                   | 79.0                                                                   | 79.8                                                                   | 74.5                                                                   | 67.4                                                                   | 70.4                                                                   | 75.3                                                                   | 72.1                                                                   | 75.2                                                                   | 75.5                                                                   |
| Fuente: Servicio Meteorológico Nacional                                |                                                                        |                                                                        |                                                                        |                                                                        |                                                                        |                                                                        |                                                                        |                                                                        |                                                                        |                                                                        |                                                                        |                                                                        |                                                                        |

## Despliegue de las Fuerzas Armadas
| Unidad del Cu Ej Bernardo de Irigoyen                                       | Abreviatura   |
| --------------------------------------------------------------------------- | ------------- |
| Compañía de Cazadores de Monte 18 «Teniente Primero Roberto Néstor Estévez» | Ca Caz Mte 18 |

## Parroquias de la Iglesia católica en Bernardo de Irigoyen
| Diócesis  | Puerto Iguazú   |
| --------- | --------------- |
| Parroquia | San José Obrero |